# Rogério Ceni
 Rogério Mücke Ceni (né le 22 janvier 1973 à Pato Branco dans le Paraná), est un footballeur international brésilien évoluant au poste de gardien de but et qui a effectué toute sa carrière au São Paulo FC. 
Spécialiste des coups de pied arrêtés, il détient avec 132 buts marqués au cours de sa carrière, le record absolu de buts inscrits pour un gardien de but. Depuis ses débuts en équipe première en 1993, il a participé à environ 1238 matchs avec le club de São Paulo (toutes compétitions confondues), ce qui constitue le record du plus grand nombre de matchs disputés pour un seul et unique club.
Rogério Ceni est désormais reconverti comme entraîneur au Bahia.

## Biographie

### En club
Rogério Ceni commence sa carrière pour l'équipe de jeunes du club brésilien du Sinop Futebol Clube (dans le Mato Grosso), en 1990. Il arrive ensuite au São Paulo Futebol Clube à la fin de la même année, et fait ses débuts professionnels en 1993.
Ceni est titulaire dès 1997, puis devient capitaine de l'équipe à partir de 2000.
Il refuse une offre de l'Inter en 1998, puis d'Arsenal trois ans plus tard. Son refus de signer à Arsenal lui vaut même une suspension de 29 jours de la part de son club qui y voyait un moyen pour le joueur de faire pression sur le club afin d'augmenter son salaire.
Le 20 août 2006, il réalise un doublé contre Cruzeiro, amenant son nombre de buts inscrits à 64, soit deux de plus que José Luis Chilavert. Lors du derby contre les Corinthians le 27 mars 2011, il inscrit son 100e but avec Sao Paulo d'un coup franc enroulé.
Après avoir un temps annoncé vouloir terminer sa carrière après ses 1 000 matchs disputés avec son club de toujours, le São Paulo FC, Ceni a disputé plus de 1 180 matchs. Le 20 avril 2014, Ceni devient le joueur ayant le plus de fois été capitaine de son équipe (866e match contre Botafogo). Le 28 octobre 2014, grâce à une victoire 3-0 contre Goiás, il bat un nouveau record en devenant le joueur ayant remporté le plus de matchs pour une seule équipe, avec 590 succès (record jusque-là détenu par Ryan Giggs).
Il met un terme à sa carrière le 6 décembre 2015, après l'ultime journée du Championnat du Brésil de football 2015, en guise de respect pour sa carrière incroyable et ses nombreuses réalisations, le club de São Paulo FC décide que le numéro 1 de l'équipe ne sera plus jamais attribué.

### En équipe nationale
Rogério Ceni compte au total 17 sélections avec l'équipe du Brésil. Il dispute son premier match avec la Seleção le 16 décembre 1997 lors d'une victoire 3-2 au King Fahd Stadium de Riyad contre le Mexique en coupe des confédérations (compétition qu'il remporte).
Il fait partie de l'équipe du Brésil qui dispute les Coupes du monde de 2002 (remportée par les Brésiliens) et de 2006, mais perd sa place au profit de Nelson Dida peu de temps après.

### Reconversion
Après sa carrière de joueur, Rogério Ceni se reconvertit comme entraîneur. Fin 2016, il est nommé à la tête de São Paulo, mais l'expérience tourne court.
Il rejoint ensuite Fortaleza, qu'il parvient à faire monter en première division en novembre 2018.
Le 12 octobre 2021, il revient au São Paulo FC pour remplacer Hernán Crespo.

## Palmarès
| São Paulo FC (20) | São Paulo FC (20) | Équipe du Brésil (2)                                                                            |
| --- | --- | ----------------------------------------------------------------------------------------------- |
| - Championnat du Brésil (3) : - Champion : 2006, 2007 et 2008. - Championnat de São Paulo (3) : - Champion : 1998, 2000 et 2005. - Tournoi Rio-São Paulo (1) : - Vainqueur : 2001. - Copa Libertadores (2) : - Vainqueur : 1993 et 2005. - Copa Sudamericana (1) : - Vainqueur : 2012. - Coupe du monde des clubs (1) : - Vainqueur : 2005. - Coupe intercontinentale (2) : - Vainqueur : 1992 et 1993. | - Recopa Sudamericana (2) : - Vainqueur : 1993 et 1994. - Supercopa Sudamericana (1) : - Vainqueur : 1993. - Coupe CONMEBOL (1) : - Vainqueur : 1994. - Copa Master de CONMEBOL (1) : - Vainqueur : 1996. | - Coupe du monde (1) : - Vainqueur : 2002. - Coupe des confédérations (1) : - Vainqueur : 1997. |

## Palmarès d'entraîneur
| Fortaleza | Flamengo |
| --- | --- |
| - Championnat D2 Brésil (1) : - Champion : 2018 - Championnat du Ceará (2) : - Champion : 2019 et 2020 - Copa do Nordeste (1) : - Champion : 2019 | - Championnat du Brésil (1) : - Champion : 2020 - Supercoupe du Brésil (1) : - Champion : 2021 - Championnat de Rio de Janeiro (1) : - Champion : 2021 |

### Distinctions personnelles
- Ballon d'or brésilien (1) : 2008.
- Ballon d'argent brésilien (6) : 2000, 2003, 2004, 2006, 2007 et 2008.
- Ballon d'or du meilleur joueur de la Coupe du monde des clubs (1): 2005.

## Statistiques

### Statistiques en club
| Saison                | Club                  | Championnat           | Championnat | Championnat | Coupe(s) nationale(s) | Coupe(s) nationale(s) | Compétitions Internationales¹ | Compétitions Internationales¹ | Autres compétitions² | Autres compétitions² | Total | Total |
| Saison                | Club                  | Division              | M           | B           | M                     | B                     | M                             | B                             | M                    | B                    | M     | B     |
| --------------------- | --------------------- | --------------------- | ----------- | ----------- | --------------------- | --------------------- | ----------------------------- | ----------------------------- | -------------------- | -------------------- | ----- | ----- |
| 1993                  | São Paulo FC          | Brasileirão           | 1           | 0           | -                     | -                     | 12                            | 0                             | -                    | -                    | 13    | 0     |
| 1994                  | São Paulo FC          | Brasileirão           | 5           | 0           | -                     | -                     | 8                             | 0                             | 10                   | 0                    | 23    | 0     |
| 1995                  | São Paulo FC          | Brasileirão           | 4           | 0           | 4                     | 0                     | -                             | -                             | 13                   | 0                    | 21    | 0     |
| 1996                  | São Paulo FC          | Brasileirão           | -           | -           | -                     | -                     | -                             | -                             | 6                    | 0                    | 6     | 0     |
| 1997                  | São Paulo FC          | Brasileirão           | 25          | 2           | 4                     | 0                     | 9                             | 0                             | 33                   | 1                    | 71    | 3     |
| 1998                  | São Paulo FC          | Brasileirão           | 22          | 0           | 6                     | 0                     | 5                             | 0                             | 25                   | 3                    | 58    | 3     |
| 1999                  | São Paulo FC          | Brasileirão           | 23          | 1           | 3                     | 0                     | 12                            | 1                             | 27                   | 3                    | 65    | 5     |
| 2000                  | São Paulo FC          | Brasileirão           | 24          | 3           | 12                    | 1                     | 5                             | 0                             | 34                   | 4                    | 75    | 8     |
| 2001                  | São Paulo FC          | Brasileirão           | 23          | 0           | 7                     | 0                     | 2                             | 0                             | 24                   | 2                    | 56    | 2     |
| 2002                  | São Paulo FC          | Brasileirão           | 21          | 1           | 7                     | 1                     | 1                             | 0                             | 22                   | 3                    | 51    | 5     |
| 2003                  | São Paulo FC          | Brasileirão           | 40          | 2           | 6                     | 0                     | 8                             | 0                             | 13                   | 0                    | 67    | 2     |
| 2004                  | São Paulo FC          | Brasileirão           | 44          | 3           | -                     | -                     | 16                            | 2                             | 11                   | 0                    | 71    | 5     |
| 2005                  | São Paulo FC          | Brasileirão           | 38          | 10          | -                     | -                     | 18                            | 6                             | 19                   | 5                    | 75    | 21    |
| 2006                  | São Paulo FC          | Brasileirão           | 29          | 8           | -                     | -                     | 15                            | 3                             | 13                   | 5                    | 57    | 16    |
| 2007                  | São Paulo FC          | Brasileirão           | 35          | 7           | -                     | -                     | 13                            | 1                             | 20                   | 2                    | 68    | 10    |
| 2008                  | São Paulo FC          | Brasileirão           | 35          | 4           | -                     | -                     | 11                            | 0                             | 21                   | 1                    | 67    | 5     |
| 2009                  | São Paulo FC          | Brasileirão           | 16          | 2           | -                     | -                     | 3                             | 0                             | 15                   | 0                    | 34    | 2     |
| 2010                  | São Paulo FC          | Brasileirão           | 38          | 4           | -                     | -                     | 12                            | 1                             | 20                   | 3                    | 70    | 8     |
| 2011                  | São Paulo FC          | Brasileirão           | 36          | 2           | 7                     | 0                     | 4                             | 0                             | 21                   | 6                    | 68    | 8     |
| 2012                  | São Paulo FC          | Brasileirão           | 24          | 3           | -                     | -                     | 10                            | 1                             | -                    | -                    | 34    | 4     |
| 2013                  | São Paulo FC          | Brasileirão           | 35          | 2           | -                     | -                     | 18                            | 3                             | 17                   | 1                    | 70    | 6     |
| 2014                  | São Paulo FC          | Brasileirão           | 35          | 8           | 6                     | 1                     | 8                             | 0                             | 16                   | 1                    | 65    | 10    |
| 2015                  | São Paulo FC          | Brasileirão           | 23          | 3           | 5                     | 1                     | 8                             | 0                             | 19                   | 5                    | 55    | 9     |
| Total sur la carrière | Total sur la carrière | Total sur la carrière | 577         | 65          | 67                    | 4                     | 201                           | 18                            | 393                  | 45                   | 1238  | 132   |

Légende : 
¹Compétitions Internationales = Copa Libertadores, Copa Sudamericana, Recopa Sudamericana, Coupe CONMEBOL, Mondial des Clubs de la FIFA.
 ²Autres compétitions = Championnat Paulista, Tournoi Rio-São Paulo, Matchs amicaux

### Buts de Ceni
- Dernière mise à jour effectuée le 20 mai 2014.

| Liste des buts de Rogério Ceni | Liste des buts de Rogério Ceni | Liste des buts de Rogério Ceni | Liste des buts de Rogério Ceni    | Liste des buts de Rogério Ceni           | Liste des buts de Rogério Ceni | Liste des buts de Rogério Ceni | Liste des buts de Rogério Ceni | Liste des buts de Rogério Ceni       | Liste des buts de Rogério Ceni |
| Nº (total)                     | Nº (FIFA)                      | Date                           | Competition                       | Stade                                    | Club                           | Score                          | Adversaire                     | Type de but                          | Ref                            |
| ------------------------------ | ------------------------------ | ------------------------------ | --------------------------------- | ---------------------------------------- | ------------------------------ | ------------------------------ | ------------------------------ | ------------------------------------ | ------------------------------ |
| 1                              | 1                              | 15 février 1997                | Championnat de São Paulo          | Hermínio Ometto, Araras                  | São Paulo                      | 2 – 0                          | União São João                 | Coup-franc (1)                       | [ 11 ]                         |
| 2                              | 2                              | 13 septembre 1997              | Championnat du Brésil             | Morumbi, São Paulo                       | São Paulo                      | 2 – 2                          | Botafogo                       | Coup-franc (1)                       | [ 12 ]                         |
| 3                              | 3                              | 9 novembre 1997                | Championnat du Brésil             | Morumbi, São Paulo                       | São Paulo                      | 4 – 4                          | Paraná                         | Coup-franc (1)                       | [ 13 ]                         |
| 4                              | -                              | 25 janvier 1998                | Amical                            | Morumbi, São Paulo                       | São Paulo                      | 1 – 1                          | Santos/ Flamengo               | Coup-franc (1)                       | [ 14 ]                         |
| 5                              | 4                              | 28 mars 1998                   | Championnat de São Paulo          | Morumbi, São Paulo                       | São Paulo                      | 2 – 1                          | Santos                         | Coup-franc (1)                       | [ 15 ]                         |
| 6                              | 5                              | 12 avril 1998                  | Championnat de São Paulo          | Morumbi, São Paulo                       | São Paulo                      | 6 – 1                          | São José                       | Coup-franc (1)                       | [ 16 ]                         |
| 7                              | 6                              | 18 avril 1999                  | Championnat de São Paulo          | Morumbi, São Paulo                       | São Paulo                      | 4 – 4                          | Palmeiras                      | Penalty (1)                          | [ 17 ]                         |
| 8/9                            | 7/8                            | 25 avril 1999                  | Championnat de São Paulo          | José Levy Sobrinho, Limeira              | São Paulo                      | 2 – 1                          | Inter de Limeira               | Coup-franc (1), Penalty (1)          | [ 18 ]                         |
| 10                             | 9                              | 25 août 1999                   | Copa Mercosul                     | Morumbi, São Paulo                       | São Paulo                      | 4 – 1                          | San Lorenzo                    | Coup-franc (1)                       | [ 19 ]                         |
| 11                             | 10                             | 3 novembre 1999                | Championnat du Brésil             | Morumbi, São Paulo                       | São Paulo                      | 1 – 0                          | Ponte Preta                    | Coup-franc (1)                       | [ 20 ]                         |
| 12                             | -                              | 17 janvier 2000                | Constantino Cury (Tournoi amical) | Morumbi, São Paulo                       | São Paulo                      | 5 – 1                          | Uralan Elista                  | Coup-franc (1)                       | [ 14 ]                         |
| 13                             | 11                             | 1er avril 2000                 | Championnat de São Paulo          | Brinco de Ouro, Campinas                 | São Paulo                      | 3 – 2                          | Guarani                        | Coup-franc (1)                       | [ 21 ]                         |
| 14                             | 12                             | 9 avril 2000                   | Championnat de São Paulo          | Morumbi, São Paulo                       | São Paulo                      | 4 – 2                          | Portuguesa Santista            | Coup-franc (1)                       | [ 22 ]                         |
| 15                             | 13                             | 24 mai 2000                    | Coupe du Brésil                   | Machadão, Natal                          | São Paulo                      | 3 – 1                          | América                        | Coup-franc (1)                       | [ 23 ]                         |
| 16                             | 14                             | 18 juin 2000                   | Championnat de São Paulo          | Morumbi, São Paulo                       | São Paulo                      | 2 – 2                          | Santos                         | Coup-franc (1)                       | [ 19 ]                         |
| 17                             | 15                             | 17 septembre 2000              | Championnat Brasileiro            | Morumbi, São Paulo                       | São Paulo                      | 2 – 0                          | Portuguesa                     | Pénalty(1)                           | [ 24 ]                         |
| 18                             | 16                             | 4 octobre 2000                 | Championnat du Brésil             | Morumbi, São Paulo                       | São Paulo                      | 1 – 1                          | Grêmio                         | Coup-franc (1)                       | [ 25 ]                         |
| 19                             | 17                             | 7 octobre 2000                 | Championnat du Brésil             | Morumbi, São Paulo                       | São Paulo                      | 1 – 1                          | Internacional                  | Coup-franc (1)                       | [ 26 ]                         |
| 20                             | 18                             | 17 mars 2001                   | Championnat de São Paulo          | Ulrico Mursa, Santos                     | São Paulo                      | 4 – 4                          | Portuguesa Santista            | Coup-franc(1)                        | [ 27 ]                         |
| 21                             | 19                             | 30 juin 2001                   | Coupe des champions de football   | Almeidão, João Pessoa                    | São Paulo                      | 2 – 0                          | Coritiba                       | Coup-franc (1)                       | [ 22 ]                         |
| 22                             | 20                             | 30 janvier 2002                | Torneio Rio-São Paulo             | Brinco de Ouro, Campinas                 | São Paulo                      | 3 – 2                          | Guarani                        | Coup-franc (1)                       | [ 28 ]                         |
| 23                             | 21                             | 3 février 2002                 | Torneio Rio-São Paulo             | Morumbi, São Paulo                       | São Paulo                      | 4 – 3                          | Fluminense                     | Coup-franc (1)                       | [ 29 ]                         |
| 24                             | 22                             | 3 avril 2002                   | Coupe du Bésil                    | Morumbi, São Paulo                       | São Paulo                      | 6 – 1                          | Figueirense                    | Coup-franc (1)                       | [ 30 ]                         |
| 25                             | 23                             | 27 avril 2002                  | Torneio Rio-São Paulo             | Morumbi, São Paulo                       | São Paulo                      | 2 – 2                          | Palmeiras                      | Coup-franc (1)                       | [ 31 ]                         |
| 26                             | 24                             | 26 octobre 2002                | Championnat du Brésil             | Canindé, São Paulo                       | São Paulo                      | 3 – 1                          | Portuguesa                     | Coup-franc (1)                       | [ 32 ]                         |
| 27                             | 25                             | 20 avril 2003                  | Championnat du Brésil             | Morumbi, São Paulo                       | São Paulo                      | 3 – 1                          | Vasco                          | Coup-franc (1)                       | [ 33 ]                         |
| 28                             | 26                             | 21 septembre 2003              | Championnat du Brésil             | Morumbi, São Paulo                       | São Paulo                      | 2 – 2                          | Atlético Mineiro               | Coup-franc (1)                       | [ 34 ]                         |
| 29                             | 27                             | 11 février 2004                | Copa Libertadores                 | Nacional de Lima, Lima                   | São Paulo                      | 2 – 1                          | Alianza Lima                   | Coup-franc (1)                       | [ 35 ]                         |
| 30                             | 28                             | 16 mai 2004                    | Championnat du Brésil             | Morumbi, São Paulo                       | São Paulo                      | 2 – 2                          | Paraná                         | Coup-franc (1)                       | [ 36 ]                         |
| 31                             | 29                             | 19 mai 2004                    | Copa Libertadores                 | Morumbi, São Paulo                       | São Paulo                      | 3 – 0                          | Deportivo Táchira              | Coup-franc(1)                        | [ 37 ]                         |
| 32/33                          | 30/31                          | 17 juillet 2004                | Championnat du Brésil             | Morumbi, São Paulo                       | São Paulo                      | 2 – 1                          | Figueirense                    | Pénalty (1), Coup-franc (1)          | [ 38 ]                         |
| 34                             | 32                             | 23 janvier 2005                | Championnat de São Paulo          | Benedito Teixeira, São José do Rio Preto | São Paulo                      | 4 – 3                          | América                        | Coup-franc (1)                       | [ 39 ]                         |
| 35                             | 33                             | 20 février 2005                | Championnat de São Paulo          | Morumbi, São Paulo                       | São Paulo                      | 3 – 0                          | Palmeiras                      | Coup-franc (1)                       | [ 40 ]                         |
| 36                             | 34                             | 9 mars 2005                    | Copa Libertadores                 | Morumbi, São Paulo                       | São Paulo                      | 4 – 2                          | Universidad de Chile           | Coup-franc (1)                       | [ 41 ]                         |
| 37                             | 35                             | 12 mars 2005                   | Championnat de São Paulo          | Morumbi, São Paulo                       | São Paulo                      | 1 – 0                          | Rio Branco                     | Pénalty (1)                          | [ 42 ]                         |
| 38                             | 36                             | 19 mars 2005                   | Championnat de São Paulo          | Morumbi, São Paulo                       | São Paulo                      | 6 – 0                          | Marília                        | Coup-franc (1)                       | [ 43 ]                         |
| 39                             | 37                             | 26 mars 2005                   | Championnat de São Paulo          | Morumbi, São Paulo                       | São Paulo                      | 3 – 1                          | Santo André                    | Pénalty (1)                          | [ 44 ]                         |
| 40                             | 38                             | 8 mai 2005                     | Championnat du Brésil             | Pacaembu, São Paulo                      | São Paulo                      | 5 – 1                          | Corinthians                    | Pénalty (1)                          | [ 45 ]                         |
| 41                             | 39                             | 25 mai 2005                    | Copa Libertadores                 | Morumbi, São Paulo                       | São Paulo                      | 2 – 0                          | Palmeiras                      | Pénalty (1)                          | [ 46 ]                         |
| 42                             | 40                             | 28 mai 2005                    | Championnat du Brésil             | Morumbi, São Paulo                       | São Paulo                      | 1 – 1                          | Cruzeiro                       | Pénalty (1)                          | [ 47 ]                         |
| 43/44                          | 41/42                          | 1er juin 2005                  | Copa Libertadores                 | Morumbi, São Paulo                       | São Paulo                      | 4 – 0                          | Tigres                         | Coup-franc (2)                       | [ 48 ]                         |
| 45                             | 43                             | 12 juin 2005                   | Championnat du Brésil             | Mangueirão, Belém                        | São Paulo                      | 2 – 2                          | Paysandu                       | Coup-franc (1)                       | [ 49 ]                         |
| 46                             | 44                             | 22 juin 2005                   | Copa Libertadores                 | Morumbi, São Paulo                       | São Paulo                      | 2 – 0                          | River Plate                    | Pénalty (1)                          | [ 50 ]                         |
| 47                             | 45                             | 20 juillet 2005                | Championnat du Brésil             | Boca do Jacaré, Brasilia                 | São Paulo                      | 3 – 3                          | Brasiliense                    | Coup-franc (1)                       | [ 51 ]                         |
| 48                             | 46                             | 28 août 2005                   | Championnat du Brésil             | Willie Davids, Maringá                   | São Paulo                      | 4 – 0                          | Paraná                         | Coup-franc (1)                       | [ 52 ]                         |
| 49                             | 47                             | 11 septembre 2005              | Championnat du Brésil             | Couto Pereira, Curitiba                  | São Paulo                      | 4 – 1                          | Coritiba                       | Pénalty (1)                          | [ 53 ]                         |
| 50                             | 48                             | 18 septembre 2005              | Championnat du Brésil             | Morumbi, São Paulo                       | São Paulo                      | 4 – 2                          | Vasco                          | pénalty (1)                          | [ 54 ]                         |
| 51                             | 49                             | 21 septembre 2005              | Championnat du Brésil             | Mineirão, Belo Horizonte                 | São Paulo                      | 3 – 2                          | Cruzeiro                       | Pénalty (1)                          | [ 55 ]                         |
| 52                             | 50                             | 2 novembre 2005                | Championnat du Brésil             | Morumbi, São Paulo                       | São Paulo                      | 2 – 2                          | Atlético Mineiro               | Coup-franc (1)                       | [ 56 ]                         |
| 53                             | 51                             | 4 décembre 2005                | Championnat du Brésil             | Morumbi, São Paulo                       | São Paulo                      | 3 – 1                          | Atlético Paranaense            | Coup-franc (1)                       | [ 57 ]                         |
| 54                             | 52                             | 14 décembre 2005               | Coupe du monde des clubs          | Olímpico de Tóquio, Tóquio               | São Paulo                      | 3 – 2                          | Al-Ittihad                     | Pénalty (1)                          | [ 58 ]                         |
| 55                             | 53                             | 18 février 2006                | Championnat de São Paulo          | Pacaembu, São Paulo                      | São Paulo                      | 5 – 1                          | Paulista                       | Pénalty (1)                          | [ 59 ]                         |
| 56                             | 54                             | 22 février 2006                | Championnat de São Paulo          | Anacleto Campanella, São Caetano do Sul  | São Paulo                      | 3 – 0                          | Mogi Mirim                     | Pénalty (1)                          | [ 60 ]                         |
| 57                             | 55                             | 26 mars 2006                   | Championnat de São Paulo          | Décio Vitta, Americana                   | São Paulo                      | 4 – 2                          | Rio Branco                     | Pénalty (1)                          | [ 61 ]                         |
| 58                             | 56                             | 2 avril 2006                   | Championnat de São Paulo          | Morumbi, São Paulo                       | São Paulo                      | 3 – 1                          | Santos                         | Pénalty (1)                          | [ 62 ]                         |
| 59                             | 57                             | 9 avril 2006                   | Championnat de São Paulo          | Papa João Paulo II, Mogi Mirim           | São Paulo                      | 2 – 0                          | Ituano                         | Coup-franc (1)                       | [ 63 ]                         |
| 60                             | 58                             | 16 avril 2006                  | Championnat du Brésil             | Morumbi, São Paulo                       | São Paulo                      | 1 – 0                          | Flamengo                       | Pénalty (1)                          | [ 64 ]                         |
| 61                             | 59                             | 20 avril 2006                  | Copa Libertadores                 | Morumbi, São Paulo                       | São Paulo                      | 2 – 0                          | Caracas                        | Pénalty (1)                          | [ 65 ]                         |
| 62                             | 60                             | 29 avril 2006                  | Championnat du Brésil             | Morumbi, São Paulo                       | São Paulo                      | 4 – 0                          | Santa Cruz                     | Coup-franc (1)                       | [ 66 ]                         |
| 63                             | 61                             | 3 mai 2006                     | Copa Libertadores                 | Morumbi, São Paulo                       | São Paulo                      | 2 – 1                          | Palmeiras                      | Pénalty (1)                          | [ 67 ]                         |
| 64                             | 62                             | 26 juillet 2006                | Copa Libertadores                 | Jalisco, Guadalajara                     | São Paulo                      | 1 – 0                          | Chivas de Guadalajara          | Pénalty (1)                          | [ 68 ]                         |
| 65/66                          | 63/64                          | 20 août 2006                   | Championnat du Brésil             | Mineirão, Belo Horizonte                 | São Paulo                      | 2 – 2                          | Cruzeiro                       | Coup-franc indirect (1), Pénalty (1) | [ 69 ]                         |
| 67                             | 65                             | 3 septembre 2006               | Championnat du Brésil             | Arruda, Recife                           | São Paulo                      | 3 – 1                          | Santa Cruz                     | Coup-franc (1)                       | [ 70 ]                         |
| 68                             | 66                             | 4 octobre 2006                 | Championnat du Brésil             | Morumbi, São Paulo                       | São Paulo                      | 5 – 1                          | Vasco                          | Coup-franc(1)                        | [ 71 ]                         |
| 69                             | 67                             | 2 novembre 2006                | Championnat du Brésil             | Morumbi, São Paulo                       | São Paulo                      | 1 – 1                          | Ponte Preta                    | Pénalty (1)                          | [ 72 ]                         |
| 70                             | 68                             | 26 novembre 2006               | Championnat du Brésil             | Morumbi, São Paulo                       | São Paulo                      | 2 – 0                          | Cruzeiro                       | Coup-franc (1)                       | [ 73 ]                         |
| 71                             | 69                             | 11 février 2007                | Championnat de São Paulo          | Morumbi, São Paulo                       | São Paulo                      | 3 – 1                          | Corinthians                    | Pénalty (1)                          | [ 74 ]                         |
| 72                             | 70                             | 1er avril 2007                 | Championnat de São Paulo          | Morumbi, São Paulo                       | São Paulo                      | 3 – 1                          | Palmeiras                      | Pénalty (1)                          | [ 75 ]                         |
| 73                             | 71                             | 12 mai 2007                    | Championnat du Brésil             | Morumbi, São Paulo                       | São Paulo                      | 2 – 0                          | Goiás                          | Pénalty (1)                          | [ 76 ]                         |
| 74                             | 72                             | 3 juin 2007                    | Championnat du Brésil             | Vila Capanema, Curitiba                  | São Paulo                      | 1 – 0                          | Paraná                         | Pénalty (1)                          | [ 77 ]                         |
| 75                             | 73                             | 3 juillet 2007                 | Championnat du Brésil             | Morumbi, São Paulo                       | São Paulo                      | 1 – 0                          | Internacional                  | Pénalty (1)                          | [ 78 ]                         |
| 76                             | 74                             | 26 juillet 2007                | Championnat du Brésil             | Morumbi, São Paulo                       | São Paulo                      | 3 – 1                          | Sport                          | Coup-franc (1)                       | [ 79 ]                         |
| 77                             | 75                             | 15 août 2007                   | Copa Sudamericana                 | Orlando Scarpelli, Florianópolis         | São Paulo                      | 2 – 2                          | Figueirense                    | Pénalty (1)                          | [ 80 ]                         |
| 78                             | 76                             | 26 août 2007                   | Championnat du Brésil             | Morumbi, São Paulo                       | São Paulo                      | 5 – 0                          | Náutico                        | Pénalty (1)                          | [ 81 ]                         |
| 79                             | 77                             | 28 octobre 2007                | Championnat du Brésil             | Ilha do Retiro, Recife                   | São Paulo                      | 2 – 1                          | Sport                          | Coup-franc (1)                       | [ 82 ]                         |
| 80                             | 78                             | 11 novembre 2007               | Championnat du Brésil             | Morumbi, São Paulo                       | São Paulo                      | 1 – 0                          | Grêmio                         | Pénalty (1)                          | [ 83 ]                         |
| 81                             | 79                             | 6 avril 2008                   | Championnat de São Paulo          | Morumbi, São Paulo                       | São Paulo                      | 3 – 1                          | Juventus                       | Pénalty (1)                          | [ 84 ]                         |
| 82                             | 80                             | 20 juillet 2008                | Championnat du Brésil             | Morumbi, São Paulo                       | São Paulo                      | 2 – 1                          | Botafogo                       | Pénalty (1)                          | [ 85 ]                         |
| 83/84                          | 81/82                          | 3 août 2008                    | Championnat du Brésil             | Morumbi, São Paulo                       | São Paulo                      | 4 – 0                          | Vasco                          | Coup-franc (1), Pénalty (1)          | [ 86 ]                         |
| 85                             | 83                             | 19 octobre 2008                | Championnat du Brésil             | Parque Antárctica, São Paulo             | São Paulo                      | 2 – 2                          | Palmeiras                      | Pénalty (1)                          | [ 87 ]                         |
| 86                             | 84                             | 25 octobre 2009                | Championnat du Brésil             | Vila Belmiro, Santos                     | São Paulo                      | 4 – 3                          | Santos                         | Coup-franc (1)                       | [ 88 ]                         |
| 87                             | 85                             | 6 décembre 2009                | Championnat du Brésil             | Morumbi, São Paulo                       | São Paulo                      | 4 – 0                          | Sport                          | Coup-franc (1)                       | [ 89 ]                         |
| 88                             | 86                             | 23 janvier 2010                | Championnat de São Paulo          | Morumbi, São Paulo                       | São Paulo                      | 3 – 0                          | Rio Claro                      | Pénalty (1)                          | [ 90 ]                         |
| 89                             | 87                             | 13 février 2010                | Championnat de São Paulo          | Novelli Júnior, Itu                      | São Paulo                      | 1 – 0                          | Ituano                         | Pénalty (1)                          | [ 91 ]                         |
| 90                             | 88                             | 25 février 2010                | Copa Libertadores                 | Palogrande, Manizales                    | São Paulo                      | 1 – 2                          | Once Caldas                    | Coup-franc (1)                       | [ 92 ]                         |
| 91                             | 89                             | 21 mars 2010                   | Championnat de São Paulo          | Morumbi, São Paulo                       | São Paulo                      | 3 – 0                          | Mogi Mirim                     | Pénalty (1)                          | [ 93 ]                         |
| 92                             | 90                             | 29 août 2010                   | Championnat du Brésil             | Maracanã, Rio de Janeiro                 | São Paulo                      | 2 – 2                          | Fluminense                     | Coup-franc (1)                       | [ 94 ]                         |
| 93                             | 91                             | 29 septembre 2010              | Championnat du Brésil             | Olímpico, Porto Alegre                   | São Paulo                      | 2 – 4                          | Grêmio                         | Pénalty (1)                          | [ 95 ]                         |
| 94                             | 92                             | 3 novembre 2010                | Championnat du Brésil             | Parque do Sabiá, Uberlândia              | São Paulo                      | 2 – 0                          | Cruzeiro                       | Pénalty (1)                          | [ 96 ]                         |
| 95                             | 93                             | 28 novembre 2010               | Championnat du Brésil             | Serra Dourada, Goiânia                   | São Paulo                      | 1 – 1                          | Atlético Goianiense            | Pénalty (1)                          | [ 97 ]                         |
| 96                             | 94                             | 16 janvier 2011                | Championnat de São Paulo          | Romildo Vitor Gomes Ferreira, Mogi Mirim | São Paulo                      | 2 – 0                          | Mogi Mirim                     | Pénalty (1)                          | [ 98 ]                         |
| 97                             | 95                             | 3 février 2011                 | Championnat de São Paulo          | Morumbi, São Paulo                       | São Paulo                      | 3 – 2                          | Linense (pt)                   | Coup-franc (1)                       | [ 99 ]                         |
| 98                             | 96                             | 13 février 2011                | Championnat de São Paulo          | Canindé, São Paulo                       | São Paulo                      | 3 – 2                          | Portuguesa                     | Coup-franc (1)                       | [ 100 ]                        |
| 99                             | 97                             | 23 mars 2011                   | Championnat de São Paulo          | Jayme Cintra, Jundiaí                    | São Paulo                      | 2 – 3                          | Paulista                       | Pénalty (1)                          | [ 101 ]                        |
| 100                            | 98                             | 27 mars 2011                   | Championnat de São Paulo          | Arena Barueri, Barueri                   | São Paulo                      | 2 – 1                          | Corinthians                    | Coup-franc (1)                       | [ 102 ]                        |
| 101                            | 99                             | 10 avril 2011                  | Championnat de São Paulo          | Alfredo de Castilho, Bauru               | São Paulo                      | 4 – 1                          | Noroeste                       | Pénalty (1)                          | [ 103 ]                        |
| 102                            | 100                            | 4 août 2011                    | Championnat du Brésil             | Morumbi, São Paulo                       | São Paulo                      | 3 – 0                          | Bahia                          | Pénalty (1)                          | [ 104 ]                        |
| 103                            | 101                            | 31 août 2011                   | Championnat du Brésil             | Morumbi, São Paulo                       | São Paulo                      | 1 – 2                          | Fluminense                     | Pénalty (1)                          | [ 105 ]                        |
| 104                            | 102                            | 1er août 2012                  | Copa Sudamericana                 | Pituaçu, Salvador                        | São Paulo                      | 2 – 0                          | Bahia                          | Coup-franc (1)                       | [ 106 ]                        |
| 105                            | 103                            | 18 août 2012                   | Championnat du Brésil             | Morumbi, São Paulo                       | São Paulo                      | 3 – 0                          | Ponte Preta                    | Pénalty (1)                          | [ 107 ]                        |
| 106                            | 104                            | 11 novembre 2012               | Championnat du Brésil             | Olímpico, Porto Alegre                   | São Paulo                      | 1 – 2                          | Grêmio                         | Pénalty (1)                          | [ 108 ]                        |
| 107                            | 105                            | 18 novembre 2012               | Championnat du Brésil             | Morumbi, São Paulo                       | São Paulo                      | 2 – 1                          | Naútico                        | Pénalty (1)                          | [ 109 ]                        |
| 108                            | 106                            | 23 janvier 2013                | Copa Libertadores                 | Morumbi, São Paulo                       | São Paulo                      | 5 – 0                          | Bolívar                        | Pénalty (1)                          | [ 110 ]                        |
| 109                            | 107                            | 9 février 2013                 | Championnat de São Paulo          | Brinco de Ouro, Campinas                 | São Paulo                      | 2 – 1                          | Guarani                        | Coup-franc (1)                       | [ 111 ]                        |
| 110                            | 108                            | 4 avril 2013                   | Copa Libertadores                 | Hernando Siles, La Paz                   | São Paulo                      | 1 – 2                          | The Strongest La Paz           | Pénalty (1)                          | [ 112 ]                        |
| 111                            | 109                            | 17 avril 2013                  | Copa Libertadores                 | Morumbi, São Paulo                       | São Paulo                      | 2 – 0                          | Atlético Mineiro               | Pénalty (1)                          | [ 113 ]                        |
| 112                            | 110                            | 14 juillet 2013                | Championnat du Brésil             | Barradão, Salvador                       | São Paulo                      | 2 – 3                          | Vitória                        | Coup-franc (1)                       | [ 114 ]                        |
| 113                            | 111                            | 13 novembre 2013               | Championnat du Brésil             | Novelli Júnior, Itu                      | São Paulo                      | 2 – 0                          | Flamengo                       | Pénalty (1)                          | [ 115 ]                        |
| 114                            | 112                            | 9 février 2014                 | Championnat de São Paulo          | Moisés Lucarelli, Campinas               | São Paulo                      | 1 – 2                          | Ponte Preta                    | Pénalty (1)                          | [ 116 ]                        |
| 115                            | 113                            | 7 mai 2014                     | Copa do Brasil                    | Pacaembu, São Paulo                      | São Paulo                      | 3 – 0                          | CRB                            | Pénalty (1)                          | [ 117 ]                        |
| 116                            | 114                            | 20 mai 2014                    | Championnat du Brésil             | Pacaembu, São Paulo                      | São Paulo                      | 2 – 5                          | Fluminense                     | Pénalty (1)                          | [ 118 ]                        |
| 117                            | 115                            | 12 avril 2015                  | Championnat du Brésil             | Pacaembu, São Paulo                      | São Paulo                      | 3 – 0                          | rb brasil                      | Coup-franc (1)                       | [ 119 ]                        |

(*) But sur coup franc indirect.
|  | Matchs non officiels qui ne sont pas comptabilisés par la FIFA et IFFHS |